# Chetia
Pour l’article homonyme, voir Bolin Chetia.
Genre
Chetia est un genre de poissons de la famille des Cichlidae.

## Liste des espèces
Selon FishBase (30 janv. 2016) :
- Chetia brevicauda Bills & Weyl, 2002
- Chetia brevis Jubb, 1968
- Chetia flaviventris Trewavas, 1961
- Chetia gracilis (Greenwood, 1984)
- Chetia mola Balon & Stewart, 1983
- Chetia welwitschi (Boulenger, 1898)